# 英雄の帰還
「英雄の帰還」（えいゆうのきかん、“Pilot”）は、アメリカ合衆国のサイコスリラーテレビシリーズ『HOMELAND』の第1話である。2011年10月2日にショウタイムで放送された。
エピソードではアフガニスタンで8年間捕虜となっていた後に故郷へ帰還したニコラス・ブロディ海兵隊軍曹（ダミアン・ルイス）に焦点が当てられる。ブロディは英雄として歓迎されるが、CIAの捜査官のキャリー・マティソン（クレア・デインズ）は彼がアルカイダに寝返ったスリーパーエージェントであると考える。
エピソードは批評家に高評価され、ショウタイムのテレビドラマの初回としては2003年以来最高視聴率を獲得した。

## プロット
回想で、イラクでCIAのケースオフィサーとして働くキャリー・マティソン（クレア・デインズ）が描かれる。彼女は爆弾テロを起こして捕まってまもなく処刑されることになった男から情報を得るために看守に頼んで刑務所に入る。キャリーが警備員から引き離される寸前、情報提供者は彼女の耳元で何かを囁く。
現在、キャリーはイラクでの事件の後に再配属されたCIAのテロ対策センターの会議に遅れて到着する。テロ対策センター司令官のデヴィッド・エスティース（デヴィッド・ヘアウッド）は、アルカイダの基地を制圧した後、8年前に消息を絶って死亡していたと考えられていたニコラス・ブロディ（ダミアン・ルイス）が救出されたことを発表する。会議の後、キャリーは同僚のソール・ベレンソン（マンディ・パティンキン）に、以前にイラクで情報提供者から「アメリカ人捕虜が転向した」ことを聞いたと打ち明ける。彼女は問題の捕虜がブロディであると結論づけている。ソールはCIAは今回の戦争の英雄であるブロディを調査する可能性は無いと言う。
ニコラスの妻のジェシカ・ブロディ（モリーナ・バッカリン）は自宅でマイク・フェーバー（ディエゴ・クラテンホフ）とセックスしている。マイクはニコラスの親友であり、同じ海兵隊員である。ジェシカは電話でブロディが帰還すると聞いて衝撃を受け、16歳の娘のデイナ（モーガン・セイラー）と12歳の息子のクリス（ジャクソン・ペイス）と共に彼を迎えに空港へと出発する。ブロディ家が不在の最中、キャリーは（違法な）監視のための準備を開始する。彼女は友人のヴァージルに頼んで家中に隠しカメラとマイクを仕込ませ、ブロディの一挙一動を監視できるようにする。
翌日、ブロディはキャリーやデヴィッドや他のCIA職員が出席する報告会に呼び出される。ブロディは皆からアルカイダの捕虜となっていた頃の出来事を質問される。キャリーはアブ・ナジールと接触したかどうかをブロディに聞いた。ブロディは否定するが、回想でアブ・ナジールと会っていた彼が映され、嘘をついていたことが示される。キャリーは懐疑的であり、デヴィッドに止められるまで繰り返し質問する。
その後、ブロディは公園へ誰かに会い行く。彼がアルカイダと接触すると考えたキャリーは、ヴァージルとマックス（ヴァージルの弟）と共に彼を追跡する。しかしそうではなく、彼は一緒に捕まった海兵隊員のトム・ウォーカーの妻のヘレン・ウォーカー（アフトン・ウィリアムソン）と会うのだった。ウォーカーも同じく8年間行方不明となっており、ブロディは監禁中に殴り殺されたと彼女に伝える。ヘレンはトムが死んだときに一緒に居たかを尋ね、ブロディは否定するが、回想で実際には同じ部屋に居たことが明かされる。キャリーが帰宅するとそこには彼女が違法な監視をしていることを知って激怒したソールが待っていた。彼は監察官に出頭し、「弁護士を雇え」とキャリーに命じた。キャリーは自暴自棄となってソールの気を引こうとするが、彼はうんざりして出て行く。その後、キャリーがバーで出会った男性と喋っているときに、そこで演奏しているミュージシャンの動きとニュース映像を見比べて彼女は何かに気づく。キャリーはソールの家に押しかけ、その日に流れたブロディの様々なニュース映像を見せる。キャリーはブロディがカメラに映るたびに同じリズムで指を動かしていると指摘し、仲介人か潜伏中のスパイに暗号メッセージを送っているのだと主張する。ソールはさらなる調査が必要なことに同意する。
最後の場面の中では、ブロディはワシントンでジョギングしている。 ジョギング中に彼はトム・ウォーカーのことを思い出し、アブ・ナジールの監視下でウォーカーを死ぬまで殴り続けたのはブロディ自身であったことが明かされる。ブロディはジョギングを止め、議会議事堂を見つめる。

## 製作
脚本はエグゼクティブ・プロデューサーのアレックス・ガンサ、ギデオン・ラフ、ハワード・ゴードンが執筆し、共同エグゼクティブ・プロデューサーのマイケル・クエスタが監督した。

## 評価

### 視聴率
2011年10月2日の午後10時に初放送され、108万人の視聴者を獲得した。これはショウタイムのテレビドラマの初回としては過去8年間で最高であった。オン・デマンドやオンラインの視聴者を合わせると278万人に及ぶ。

### 批評家の反応
Metacriticでは28件の批評家レビューで加重平均値は91/100となった。『ワシントン・ポスト』のハンク・ステューヴァーはこのエピソードを「A-」とし、「『HOMELAND』が他のポスト9.11ドラマより際立たせるのは、今シーズン最強の女性キャラクターであるキャリー役のデインズの演技である」、「最初のエピソードの後半は爽快だ。私は夢中になった」と評した。『ボストン・グローブ』のマシュー・ギルバートは彼が今シーズンで最も好きなドラマのパイロット版であると述べ、「A」評価を与えた。『エンターテインメント・ウィークリー』のケン・タッカーは「A-」評価を下し、「秋シーズンで最も魅力的で緊張感があるミステリドラマ」と書いた。IGNTVは対テロ戦争について考えさせられる「エース級スリラー」と好評した。

### 受賞とノミネート
マイケル・クエスタはこのエピソードにより全米監督協会賞のドラマシリーズ監督賞にノミネートされた。
第64回プライムタイム・エミー賞ではクエスタがドラマシリーズ監督賞にノミネートされ、またアレックス・ガンサとハワード・ゴードンとギデオン・ラフがドラマシリーズ脚本賞を受賞した。
2012年のエドガー賞 長編賞ではテレビエピソード脚本賞を受賞した。